# Grotte di Castelcivita
Grotte di Castelcivita – system jaskiń krasowych we Włoszech, w gminach Castelcivita i Controne, w prowincji Salerno, w Kampanii. Położone są blisko rzeki Calore Lucano i łańcucha górskiego Alburni, w Parku Narodowym Cilento. Od miejscowości Castelcivita i Controne dzieli je po około 3 km. Znalezione skamieniałości wskazują, że były zamieszkane już w epoce kamienia. Obecnie są udostępnione dla zwiedzających i stanowią jedną z atrakcji turystycznych regionu.
Są również określane jako jaskinie Spartakusa. Podanie głosi, że w trakcie powstania gladiatorzy chronili się w tych grotach podczas wymarszu z Brindisi w kierunku rzeki Silarus, gdzie później doszło do bitwy.